# Бенва (Мисисипи)
Бенва (енгл. Benoit) град је у америчкој савезној држави Мисисипи.

## Демографија
По попису из 2010. године број становника је 477, што је 134 (-21,9%) становника мање него 2000. године.
| Група             | 2000.       | 2010.       |
| Белци             | 129 (21,1%) | 85 (17,8%)  |
| Афроамериканци    | 466 (76,3%) | 392 (82,2%) |
| Азијати           | 0 (0,0%)    | 0 (0,0%)    |
| Хиспаноамериканци | 14 (2,3%)   | 4 (0,8%)    |
| Укупно            | 611         | 477         |